# Roodvoorhoofdkardinaal
De roodvoorhoofdkardinaal (Paroaria baeri) is een zangvogel uit de familie van de Thraupidae.

## Verspreiding en leefgebied
Deze soort is endemisch in Brazilië en telt 2 ondersoorten:
- Paroaria baeri baeri: oostelijk centraal Brazilië.
- Paroaria baeri xinguensis: centraal Brazilië.